# Raixaida

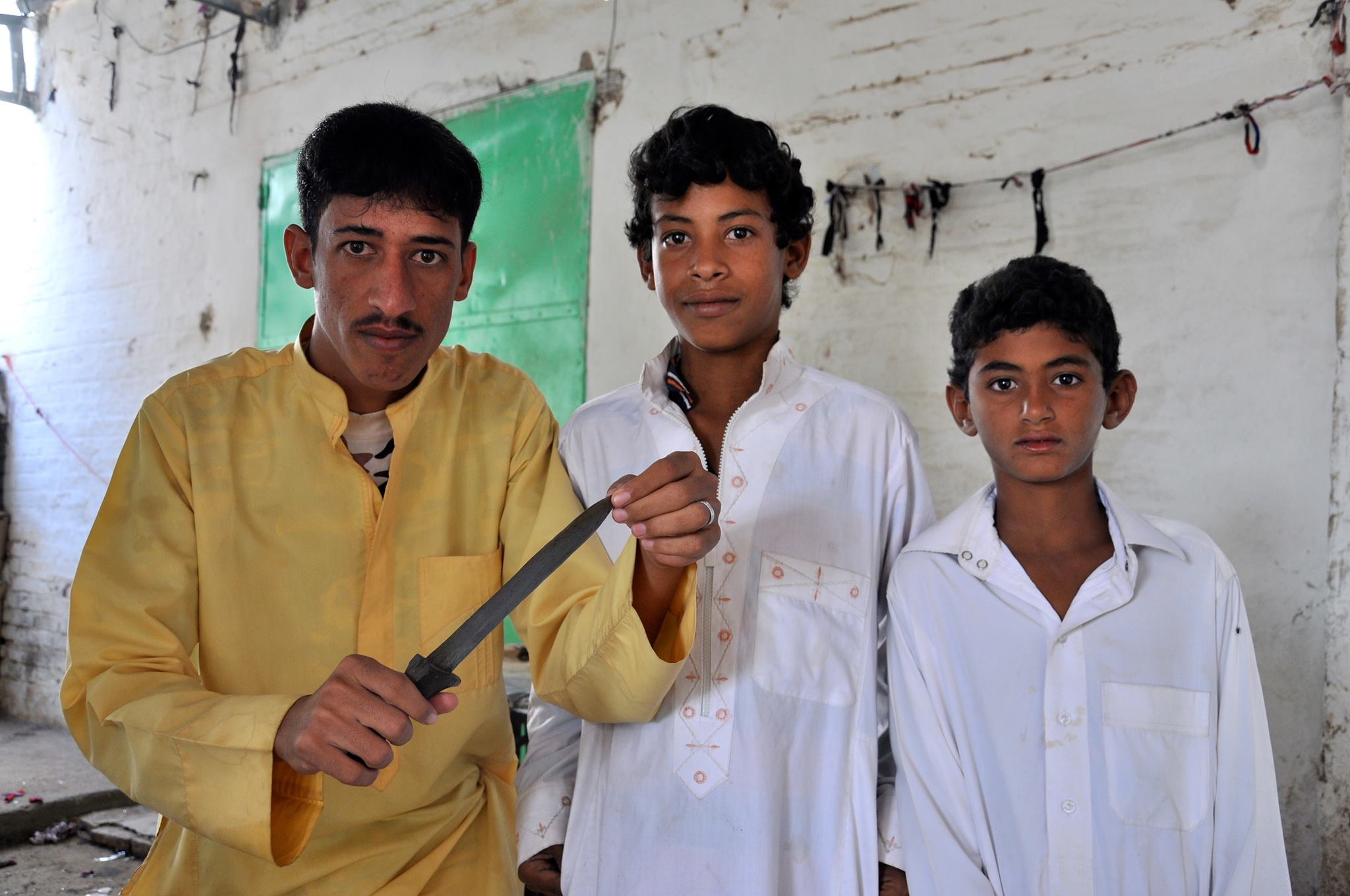
Membres de l'ètnia Raixaida del Sudan.

Els raixaida són una població àrab nòmada musulmana del Sudan i Eritrea. Al segle xix es van instal·lar a la costa entre Suakin i Alik, però durant el domini del mahdí van ser obligats a fugir més al sud. El 1986 es calcula que eren uns 40.000 a Sudan i la meitat a Eritrea. la seva activitat principal és la ramaderia de cabres.